# 曼徹斯特鎮區 (印地安納州迪爾伯恩縣)
曼徹斯特鎮區（英語：Manchester Township）是位於美國印地安納州迪爾伯恩縣的一個行政鎮區。

## 地方資料
根據2010年美國人口普查的數據，曼徹斯特鎮區的面積為117.80平方千米，當中陸地面積為117.80平方千米，而水域面積為0.00平方千米。當地共有人口3215人，而人口密度為每平方千米27.29人。